# Enzo Barboni
Enzo Barboni (Rome, 10 juli 1922 - 23 maart 2002) was een Italiaans regisseur die, soms onder het pseudoniem E.B. Clucher, in de jaren 70 een groot aantal komisch getinte spaghettiwesterns maakte. In veel van deze films speelde het duo Bud Spencer en Terence Hill de hoofdrol.

## Biografie
Barboni maakte in 1970 de komische western Lo chiamavano Trinità met in de hoofdrol Bud Spencer en Terence Hill. De film werd een megasucces. De twee zouden in 30 films samenspelen, waarvan er zeven door Barboni geregisseerd waren.
In 1971 maakte Barboni het vervolg ...continuavano a chiamarlo Trinità. Deze film groeide uit tot succesvolste Italiaanse film ooit en maakte een winst van bijna 120 keer de kosten. Pas toen Roberto Benigni in 1997 La vita è bella maakte, werd Barboni's film van de eerste plaats gestoten.
- Biblioteca Nacional de España: XX1025593
- Bibliothèque nationale de France: cb13930123p (data)
- Catàleg d'autoritats de noms i títols de Catalunya: 981058521393806706
- Gemeinsame Normdatei: 135631645
- International Standard Name Identifier: 0000 0001 1948 1367
- Library of Congress Control Number: no97033426
- Nationale Bibliotheek van Tsjechië: xx0146541
- Nationale Bibliotheek van Israël: 987007409326805171
- Nederlandse Thesaurus van Auteursnamen: 074459406
- Istituto Centrale per il Catalogo Unico: MODV288536
- Système universitaire de documentation: 204073804
- Virtual International Authority File: 32186206
- WorldCat: E39PBJwdjGb3XGR8CwJ8Mrkv73